# Tartus
Tartus (arab. ‏طرطوس‎) – miasto portowe w zachodniej Syrii nad Morzem Śródziemnym, siedziba muhafazy Tartus.

## Historia
W przeszłości był ośrodkiem w hrabstwie Trypolisu. W II połowie XX wieku stał się drugim, obok Latakii, regionalnym centrum gospodarczym. W 1966 został stolicą prowincji.
Tartus ma szczególne znaczenie dla syryjskich alawitów, którzy w 1990 stanowili 70% populacji miasta. Po wybuchu wojny domowej przeciwko rządom Baszszara al-Asada w 2011 w Tartusie i regionie mieszkańcy w większości opowiedzieli się za utrzymaniem rządów partii Baas i nie brali udziału w antyrządowych wystąpieniach.

### Zabytki
Głównym zabytkiem jest dawny kościół Naszej Pani z Tortosy zbudowany na początku XIII wieku przez krzyżowców, w stylu łączącym styl romański z wczesnym gotykiem. Świątynia stanowiła równocześnie warownię i była częścią twierdzy, która od XII wieku była główną fortecą templariuszy w Ziemi Świętej. Jest najlepiej zachowanym kościołem z okresu wypraw krzyżowych. Obecnie znajduje się tu muzeum archeologiczne z kolekcją fenickich i rzymskich sarkofagów oraz wizerunków Baala.

## Baza morska
Port Tartus był punktem bazowania Marynarki Wojennej ZSRR na wybrzeżu Morza Śródziemnego, na podstawie umowy z 1971 roku z rządem Syrii. W tym celu w 1977 roku sformowano tam dywizjon okrętów pomocniczych, a w 1984 stworzono punkt zabezpieczenia materiałowo-technicznego. Obejmuje on (od 1991 roku) trzy nabrzeża pontonowe i jednostkę warsztatową. Po rozpadzie ZSRR sukcesorem stała się Rosja, lecz w okresie 1996–2007 punkt nie był wykorzystywany. Obecnie znajduje się tu baza Marynarki Wojennej FR, personel bazy liczył około 100 osób w 2012. We wrześniu 2015 w bazie dyslokowanych było powyżej 1700 żołnierzy. Obecnie funkcjonowanie bazy jest usankcjonowane umową Rosja-Syria. W 2016 roku ogłoszono o przekształceniu punktu bazowania w bazę morską i zainstalowano tam rosyjskie rakiety przeciwlotnicze. W drugiej dekadzie XXI wieku Rosja ponownie zintensyfikowała swoją obecność wojskową w tym rejonie, a znaczenie bazy  wzrosło wraz z zaangażowaniem militarnym Rosji od 2015 roku w wojnie w Syrii.

## Miasta partnerskie
- Tortosa (od 2007)